# Követelésbehajtás
A követelésbehajtás lejárt teljesítési határidejű tartozások behajtását, illetve a behajtás megkísérlését jelenti.

## A követelés
A lejárt tartozás majdnem mindig hitelezésből keletkezik, ami lehet
- pénz
- szolgáltatás
- áru

hitelezése. Lejárt tartozásnak tekintjük a követelést, ha a számla kifizetésének 
határideje elmúlt, és az adós valamilyen oknál fogva nem fizette ki azt a
hitelezőnek.

## Követeléstípusok
A követelések alapvetően két csoportra oszthatók:
- magánszemélyekkel szembeni követelések
- cégekkel, önkormányzatokkal, egyéb szervezetekkel szembeni követelések

A két esetben teljesen különbözőek a követelésbehajtás eszközei.

## A követelésbehajtás eszközei
- A cégekkel szembeni követelésbehajtás eszközei:
  - figyelmeztető levelek küldése
  - személyes felkeresés, tárgyalásos rendezésre való törekvés
  - átütemezés megszervezése
  - adóslistán szerepeltetés
  - hitelezők értesítése
  - ügyfelek értesítése
  - felszámolási eljárás megindítása
- A magánszemélyekkel szembeni követelésbehajtás eszközei:
  - figyelmeztető levelek küldése
  - személyes felkeresés, tárgyalásos rendezésre való törekvés
  - részletfizetés megszervezése
  - átütemezés megszervezése
  - adóslistán szerepeltetés

## Behajtás
Ha a cég által kibocsátott számlák és a késedelmesen fizető 
ügyfelek száma elég nagy, a hitelező cég létrehozhat házon belül 
követeléskezelő ügyosztályt. Gyakran azonban hatékonyabb külső követelésbehajtó 
cégek szolgáltatásait igénybe venni.

## A követelésbehajtó cégek
A legtöbb követelésbehajtó cég csak az adós által elismert, és a hitelező által igazolt tartozások behajtását vállalja. A piac tisztességes működésének garantálására Magyarországon a követelésbehajtó cégek szakmai szervezetet hoztak létre: a 
Magyar Követeléskezelők és Üzleti Információ Szolgáltatók Szövetségét (MAKISZ, www.makisz.hu).
Ez a szervezet kamaraként működik, és a piaci szereplők legtöbbjét tömöríti.
A követelésbehajtó cégek vállalkoznak a tartozások beszedésére alapdíj és sikerdíj kikötése mellett.
Az alapdíj egyszeri, a hitelező által kifizetett összeg, a sikerdíj pedig a behajtott tartozás valahány százaléka. 
Előfordul tisztán alapdíjas, tisztán sikerdíjas, és kombinált típusú követelésbehajtás is.
A követelésbehajtó cégek a legtöbbször nem vásárolják meg a tartozásokat, csak kezelésre veszik át.
(A tartozások megvásárlását a faktoráló cégek végzik.) A szerződésben meghatározott kezelési idő lejártával az ügyeket visszaadják a hitelezőnek. Fontos, hogy ezalatt a hitelező általában nem avatkozhat be az ügymenetbe, és bármilyen okból folyik is be a tartozás, a sikerdíjat ki kell fizetnie.
A követelésbehajtó cégeknek a hitelező akkor jogosult átadni az adós magánszemélyek
személyes adatait, ha ezt a szerződésben kikötötték. Cégek adatait
a hitelező minden további nélkül átadhatja.

## Külső hivatkozások
- https://web.archive.org/web/20200409091731/https://behajtas.lap.hu/
- https://web.archive.org/web/20180604024509/https://koveteleskezeles.lap.hu/